# Книга Согласия

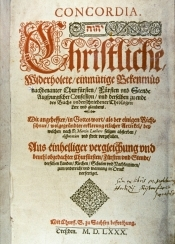
Титульная страница первого издания «Книги Согласия»

«Книга Согласия» (лат. Concordia, нем. Konkordienbuch, англ. Book of Concord, фин. Tunnustuskirjat) — сборник лютеранских вероисповедных текстов (символических книг). Сформирован в 1580 году.

## Предисловие к христианской «Книге Согласия»
Германские князья, депутаты и теологи подтверждают свою верность Аугсбургскому исповеданию в противовес слухам о том, что евангелическая догматика меняется каждый год. Кратко перечисляются этапы выработки Формулы согласия — дискуссии во Франкфурте-на-Майне, Наумбурге и Торгау. Князья обещают не преследовать «искренне заблуждающихся», в то же время рекомендуется не позволять «болтунам» устраивать споры. Подтверждён авторитет Мартина Лютера, которого именуют «героем» и «прекрасным человеком».

## Три вселенских символа веры
- Апостольский
- Афанасьевский
- Никейский

## Шмалькальденские артикулы
Составлены в 1537 году.
Часть I:
- I. «Одна лишь вера оправдывает нас»
- II. Необязательность мессы. Критика чистилища, постов и панихид

Часть II:
- V. Необходимость крещения детей
- XI. Критика целибата
- XIV. Требование отмены монашеских обетов

## О власти и первенстве папы римского
Излагается критика папизма, под которым понимается вмешательство церкви в дела светской власти и убеждение в преимуществе римского первосвященника перед другими. Также подтверждается критика целибата, взываний к святым, монашеских обетов и индульгенций (46). Лютер в противовес католикам выступал за возможность повторного брака после развода.

## Малый катехизис
Мартин Лютер сообщал, что христиане, помимо практики крещения и причастия, обязаны знать молитву «Отче наш», Символ веры и Десять заповедей. Также указывается на необходимость исповеди, а также кратких молитв утром, вечером («во имя Отца, Сына и Святого Духа. Аминь»), перед и после еды.

## Формула согласия
Бог прощает нам наши грехи только лишь по милости Своей, без каких-либо дел, заслуг или достоинств с нашей стороны.